# Wilfred Ndidi
Onyinye Wilfred Ndidi (sinh ngày 16 tháng 12 năm 1996) là một cầu thủ bóng đá chuyên nghiệp người Nigeria hiện đang thi đấu ở vị trí tiền vệ phòng ngự cho câu lạc bộ Premier League Leicester City và đội tuyển quốc gia Nigeria.

## Sự nghiệp câu lạc bộ

### Genk
Vào ngày 14 tháng 1 năm 2015,Câu lạc bộ Genk đã ký hợp hợp đồng với Ndidi với mức phí chuyển nhượng trị giá 180.000 €.Anh có trận đấu đầu tiên cho câu lạc bộ trong thất bại 0-1 trước Charleroi

### Leicester City
Vào ngày 3 tháng 12 năm 2016,Ndidi gia nhập Leicester City với mức phí chuyển nhượng lên đến 17 triệu bảng.Vào ngày 7 tháng 1 năm 2017,Ndidi có trận đấu đầu tiên cho câu lạc trong chiến thắng 3-1 trước Everton ở vòng 3 FA Cup.Anh có trận đấu đầu tiên tại Ngoại hạng anh trong thất bại 3-0 trước Chelsea.Trong trận đấu với Derby County tại Cúp FA vào ngày 8 tháng 2 năm 2017, Ndidi vào sân trong hiệp phụ thứ nhất và ghi bàn thắng đầu tiên cho Leicester bằng một cú sút xa.Ndidi đã bị thẻ đỏ đầu  tiên trong sự nghiệp của mình trong trận thua 3–0 trước Crystal Palace vào ngày 16 tháng 12 năm 2017

## Sự nghiệp quốc tế
Anh lần đầu được gọi lên Đội tuyển bóng đá quốc gia Nigeria vào ngày 8 tháng 10 năm 2015.Anh ra sân lần đầu trong trận giao hữu với Đội tuyển bóng đá quốc gia CHDC Congo.
Vào tháng 5 năm 2018, anh có tên trong danh sách 30 người sơ bộ của đội tuyển Nigeria tham dự World Cup 2018 tại Nga.Anh được đưa vào đội hình tiêu biểu của Cúp các quốc gia châu Phi 2019.
Vào ngày 22 tháng 1 năm 2022,Anh được Liên đoàn bóng đá châu Phi đưa vào danh sách cầu thủ xuất sắc nhất vòng bảng của Cúp bóng đá châu Phi 2021

## Danh hiệu
K.A.A. Gent
- Belgian First Division: 2014–15[4]

Leicester City
- FA Cup: 2020–21[5]
- FA Community Shield: 2021[6]
- EFL Championship: 2023–24[7]